# 代言人
代言人（Product Endorser、Advertising Endorser），為代替某方面發表言論的人。
也是指代表某一特定品牌、產品或服務，發表官方言論的人。 發言的目標是要達到正面的效果，例如令傳媒的觀眾對其代言的企業產生好感，投其信任的一票，或購買服務及商品等。
邀請代言人有時是廣告或公關宣傳方法的一種，目前很多產品都喜歡邀請明星擔任代言人，令該產品更容易被公眾接受，以及在芸芸同類產品中更為突出。

## 詞源
代言一詞，出自《尚書‧說命上》：“恭默思道，夢帝賚予良弼，其代予言。”意思是皇帝恭敬地默默思考治理天下的辦法，然後夢見天帝賜予其一位賢良輔臣，並代替其發言。原為專指代皇帝擬寫詔命的大臣。

## 產品代言

### 與廠商的關係
- 產品代言是一種廣告行為，代言的合約期間內，不得公開使用或宣傳其他廠商的同質性產品……等，損及產品 利益的行為。
- 代言期間，因代言行為所衍生的廣告影片，所有權歸廠商所有。如無在代言合約中另行註明廣告影片使用期限外，廠商可在代言合約逾期後，繼續使用其廣告影片，而不必再支付原本代言人任何費用。
- 代言費屬於表演人的活動所得，與執行業務所得，應繳納所得稅。

### 與消費者的關係
- 如廣告不實，因而對於消費者權益造成危害者，有些國家的消費者保護法律規定代言人需負連帶責任，情節重大者可能涉及詐欺或商業詐欺。